# アンドレ・リュウ
アンドレ・リュウ（André Rieu, 1949年10月1日 - ）は、オランダの音楽家。マーストリヒト出身。
世界中で演奏活動を行い、欧米で爆発的な人気を誇っている。ウィンナ・ワルツに特に造詣が深いことで知られ、自身でヨハン・シュトラウス・オーケストラを結成した。ヨハン・シュトラウス2世と同じく、「ワルツ王」のあだ名で呼ばれる。

## ステージ上のこだわり
「音楽は楽しむもの」という信念のもと、人々にクラシック音楽を楽しく・気軽に楽しめるように、各種ユニークな演出を試みながら指揮・演奏をするスタイルをとっている。演奏するメンバーの衣装も、曲のイメージに合わせて、全く別の服や民族衣装に着替えたりすることもある。また、観客が気軽に参加できる場面も用意されている。

## 作品
- 『ウィンザー・ワルツ』（Windsor Waltz） - イギリス女王エリザベス2世の90歳の誕生日を祝賀する作品。

## 日本での演奏活動
近年では日本をはじめ、アジア各国でもその演奏は知られるようになった。2001年10月に、初めて東京でコンサートを開いて以来、ほぼ毎年秋（2005年・2008・2010年以降は開催なし、2009年は3月に開催）に日本でのコンサートツアーを行なう。会場の規模の関係で、派手で大がかりな演出は出来ないものの、カラフルな衣装に奇想天外なパフォーマンスを随所に盛り込んでいる。また、公演の終盤では『美しく青きドナウ』の演奏に合わせ、ステージ前で即興のダンスタイムもあり、これらを楽しみに会場に来るファンも少なからずいる。
坂本九のヒット曲「上を向いて歩こう」や、長崎県の童謡である「でんでらりゅう」、2002年公開の映画『千と千尋の神隠し』（宮崎駿監督）の主題歌を演奏するなど、日本においても知名度が高くなった音楽家である。